# Like I Love You (chanson de Justin Timberlake)
Pour les articles homonymes, voir Like I Love You.
Singles de Justin Timberlake
Cry Me a River
(2002)
Like I Love You est une chanson du chanteur de pop américain Justin Timberlake. Le titre est le tout premier single de l'artiste issu de son premier album Justified. Le single, sorti le 14 octobre 2002, est réalisé en collaboration avec le duo de hip-hop Clipse.
Le single produit par The Neptunes a culminé à la première position dans le Billboard Hot Dance Club Songs aux États-Unis et à la seconde place du classement des singles au Royaume-Uni. Il a été nommé à la 45e cérémonie des Grammy Awards pour la meilleure collaboration rap/chant.

## Liste des pistes
| 1. | Like I Love You (Album Version)     | 4:47 |
| 2. | Like I Love You (Instrumental)      | 4:47 |
| 3. | Like I Love You (Extended Club Mix) | 5:37 |

| 1. | Like I Love You (Album Version)     | 4:47 |
| 2. | Like I Love You (Instrumental)      | 4:47 |
| 3. | Like I Love You (Extended Club Mix) | 7:08 |

| 1. | Like I Love You (Album Version)        | 4:47 |
| 2. | Like I Love You (Instrumental)         | 4:47 |
| 3. | Like I Love You (Extended Club Mix)    | 5:37 |
| 4. | Like I Love You (Extended Club Mix II) | 7:08 |

## Classements et certifications
| Classement (2002-203)                   | Meilleure position |
| --------------------------------------- | ------------------ |
| Allemagne (Media Control AG)            | 16                 |
| Australie (ARIA)                        | 8                  |
| Autriche (Ö3 Austria Top 40)            | 29                 |
| Belgique (Flandre Ultratop 50 Singles)  | 6                  |
| Belgique (Wallonie Ultratop 50 Singles) | 27                 |
| Danemark (Tracklisten)                  | 4                  |
| États-Unis (Hot 100)                    | 11                 |
| États-Unis (Pop Airplay)                | 8                  |
| États-Unis (R&B/Hip-Hop Songs)          | 53                 |
| Hongrie (Rádiós Top 40)                 | 36                 |
| Irlande (IRMA)                          | 36                 |
| Italie (FIMI)                           | 17                 |
| Nouvelle-Zélande (RMNZ)                 | 6                  |
| Norvège (VG-lista)                      | 10                 |
| Pays-Bas (Single Top 100)               | 5                  |
| Royaume-Uni (UK Singles Chart)          | 2                  |
| Suède (Sverigetopplistan)               | 14                 |
| Suisse (Schweizer Hitparade)            | 14                 |

| Pays             | Certifications |
| ---------------- | -------------- |
| Australie (ARIA) | Platine        |